# 浜島町南張

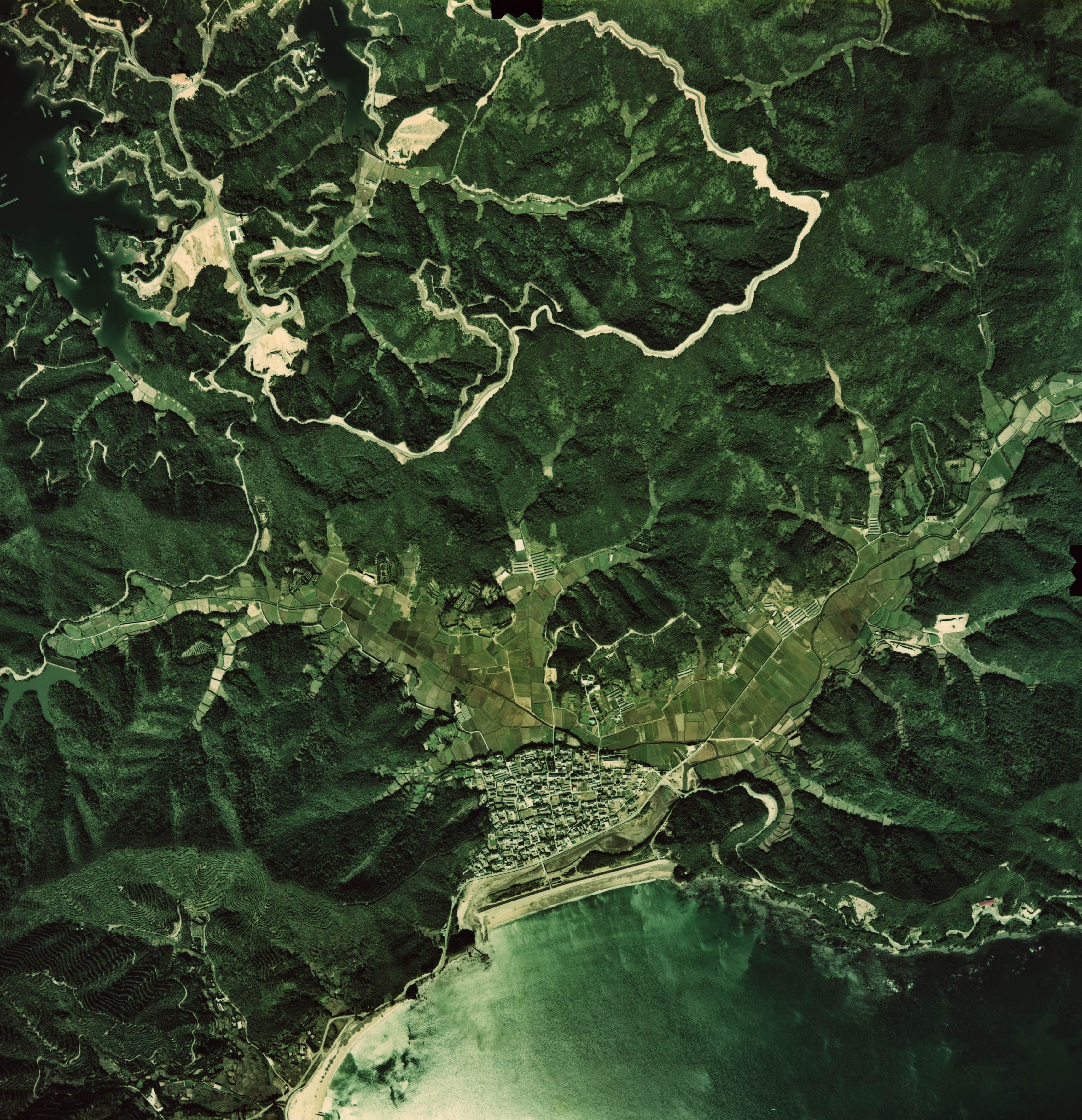
南張の空中写真（1975年）

浜島町南張（はまじまちょうなんばり）は、三重県志摩市の地名。1989年現在の面積は5.200km2。
南張メロンの栽培や酪農が展開される農業地域であるとともに、南張海水浴場を擁する海の町でもある。

## 地理
志摩市の最西端に位置する。南側を熊野灘に面し、三方は山に囲まれる。4つの集落から成り、東・中・西・上から構成される。北と西で度会郡南伊勢町に接する。
- 山：城山（城の山）
- 峠：磯笛峠
- 岬：磯笛岬
- 川：南張川、湯夫川（南張川支流）
- 池：奥山池、湯夫池

北は南伊勢町木谷・南伊勢町下津浦・志摩市浜島町桧山路（はまじまちょうひやまじ）、東は志摩市浜島町浜島、西は南伊勢町田曽浦（たそうら）・南伊勢町宿浦（しゅくうら）に接する。

## 歴史
地元では平家の落人の開いた集落と伝わるが、真偽は不明である。確かな文献記録によれば、鎌倉時代に編集された伊勢神宮の所領地を記した『神鳳鈔』に「奈波利御厨」（なばりみくりや）とあるのが始めである。また、浜島（現在の志摩市浜島町浜島）に居城を構えた小野田氏が城山に出城を持っていたと伝えられるが確証はない。
江戸時代には志摩国英虞郡鵜方組に属し、南張村として鳥羽藩の配下にあった。延享3年（1746年）の村高は816石で『天保郷帳』には566石とある。同年の『南張村差出帳』によると浦役として銀220匁を課されている。弘化3年（1846年）には鳥羽藩の命令により湯夫池が村の西北部に造られ、16町歩の田に導水された。幕末には志摩国近海に異国船が多数接近し、時折寄港したことから、城山に砲台が築かれた。
明治時代以降、浜島村・浜島町を経て、志摩市に至るまで大字として存続している。浜島町の各大字では両墓制をとっていたが、南張は単墓制だった。1926年（昭和元年）に日本政府の支援の下で奥山池が完成、1918年（大正7年）から新しい農業の開拓に挑んでいた園芸同志会は、1931年（昭和6年）にアールスフェボリット（マスクメロンの代表品種）の生産を開始した。メロン栽培の取り組みは成功し、現在では南張メロンとしてブランドが確立している。また、1948年（昭和23年）より酪農が始まり、1968年（昭和43年）には南張酪農組合が組織された。1980年代に開館した「国民年金保養センターはまじま」は2005年（平成17年）1月10日をもって閉館した。

### 沿革
- 1889年（明治22年）4月1日 - 町村制施行により、英虞郡浜島村大字南張となる。
- 1896年（明治29年）3月29日 - 英虞郡が答志郡と合併し、志摩郡浜島村大字南張となる。
- 1919年（大正8年）10月1日 - 浜島村が町制を施行し、志摩郡浜島町大字南張となる。
- 2004年（平成16年）10月1日 - 平成の大合併により、志摩市浜島町南張となる。公式な住所表記から「大字」がなくなる。

### 地名の由来
諸説ある。
- 古くは「奈波利」[2]・「奈波里」[4]と表記し、「なばり」と読んだ。これは「隠」に通じる言葉で、山に囲まれた南張の地形を表したものと考えられる[2]。
- 景行天皇の頃、伊勢神宮に奉仕することになった久須姫命（五百野皇女）がこの地に打ち寄せる波の美しさに感動し「浪張り」（なみはり）と名付けたものが「南張」に転じたという[WEB 6]。
- 本村（どこかは分からない）から見た南の開拓地（墾＝はり）の意味で「南墾」（みなみばり）と付けられたものが、「なみばり」→「なんばり」→「南張」と変化した。

## 世帯数と人口
2019年（令和元年）7月31日現在の世帯数と人口は以下の通りである。
| 町丁       | 世帯数  | 人口  |
| ---------- | ------- | ----- |
| 浜島町南張 | 135世帯 | 265人 |

### 人口の変遷
1745年以降の人口の推移。なお、2005年以後は国勢調査による推移。
| 1745年（延享2年）  | 309人 | [ 4 ]     |  |
| 1880年（明治13年） | 443人 | [ 4 ]     |  |
| 1908年（明治41年） | 520人 | [ 2 ]     |  |
| 1980年（昭和55年） | 485人 | [ 2 ]     |  |
| 2005年（平成17年） | 342人 | [ WEB 7 ] |  |
| 2010年（平成22年） | 316人 | [ WEB 8 ] |  |
| 2015年（平成27年） | 285人 | [ WEB 9 ] |  |

### 世帯数の変遷
1745年以降の世帯数の推移。なお、2005年以後は国勢調査による推移。
| 1745年（延享2年）  | 99戸    | [ 4 ]     |  |
| 1880年（明治13年） | 74戸    | [ 4 ]     |  |
| 1908年（明治41年） | 84戸    | [ 2 ]     |  |
| 1980年（昭和55年） | 122世帯 | [ 2 ]     |  |
| 2005年（平成17年） | 135世帯 | [ WEB 7 ] |  |
| 2010年（平成22年） | 122世帯 | [ WEB 8 ] |  |
| 2015年（平成27年） | 124世帯 | [ WEB 9 ] |  |

## 学区
市立小・中学校に通う場合、学区は以下の通りとなる。
| 番・番地等 | 小学校             | 中学校             |
| ---------- | ------------------ | ------------------ |
| 全域       | 志摩市立浜島小学校 | 志摩市立浜島中学校 |

2003年まで浜島町立南張小学校があったが、廃校した。南張小の跡地は高齢者介護施設となっている。

## 農業
南張では、いくつかの特徴的な農業が営まれている。

### 酪農
南張では2004年（平成16年）現在、3戸の農家が酪農を営んでいる。植村房生が戦時中にやせてしまった農地を肥沃化させようと、1948年（昭和23年）9月に度会郡田丸町（現在の玉城町）から乳牛を1頭購入したことがきっかけである当初は自給用としていたが、翌1949年（昭和24年）4月には牛乳処理施設を整え、牛乳販売業の許可を取り、販売農家となった。1968年（昭和43年）4月には、9戸で「南張酪農組合」を結成、約300頭の乳牛が南張で飼育された。しかし、各家庭の庭先で飼われたため、環境衛生の問題が浮上し、1975年（昭和50年）、南張の中心集落から離れた場所に完成した南張酪農団地に移転した。この頃から1989年（平成元年）にかけてが生産の最盛期で、その後酪農家は減少していった。2001年（平成13年）にはBSE問題を受け、南張でも牛1頭ごとに耳票（タグ）を付けて管理するようになった。自前の加工場を持つ植村牛乳以外は、度会郡大紀町の大内山牛乳へ出荷し、販売している。

### 南張営農組合
地域ぐるみで農業に取り組むため、1992年（平成4年）3月に南張営農組合が結成された。同組合では個人所有であった田を預かり、専任のオペレーターを中心に管理することで、農作業の効率の向上を実現した。2007年（平成19年）現在80戸の農家が加入し、約25haの水田を管理している。

## 観光

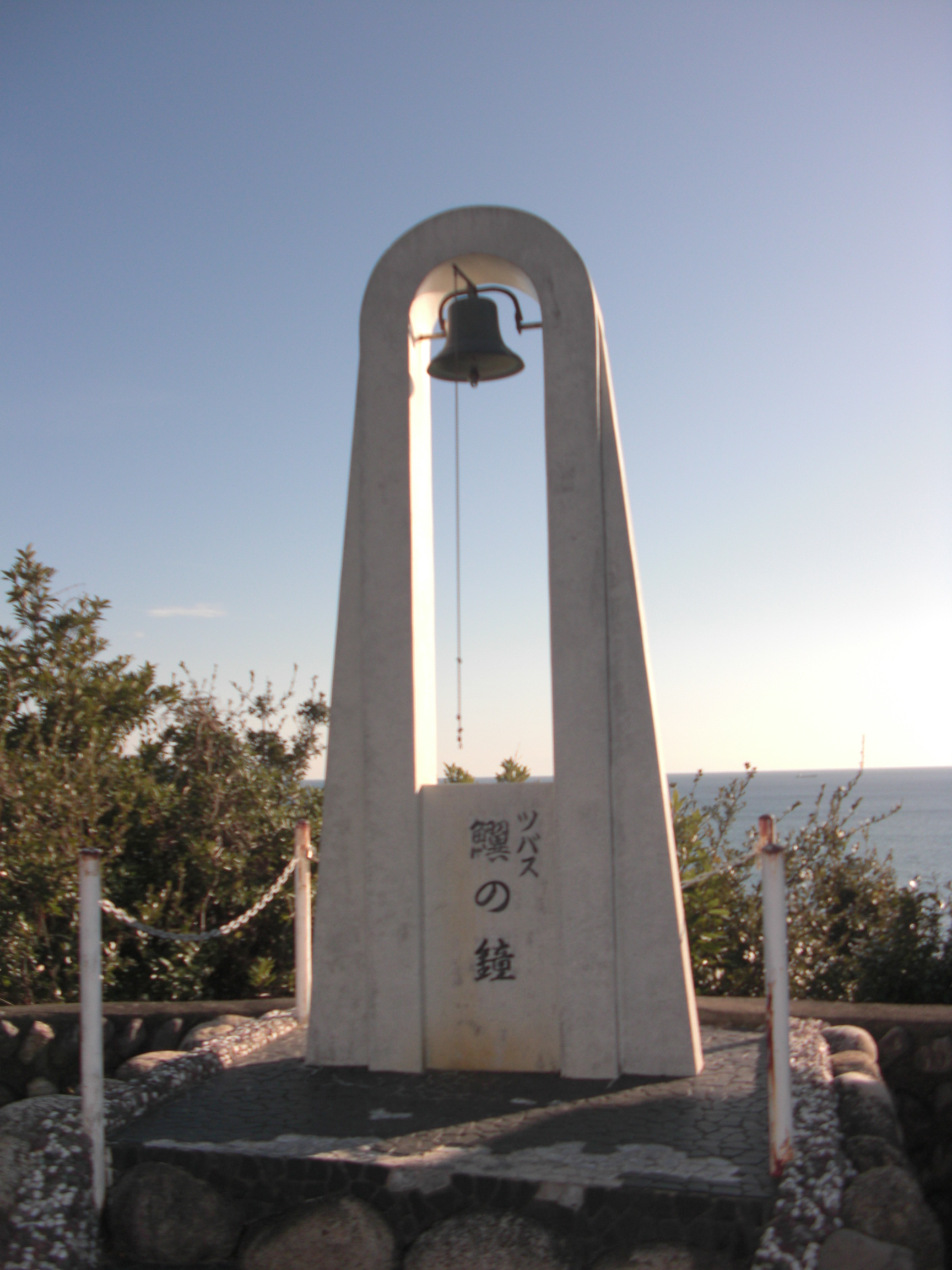
ツバスの鐘

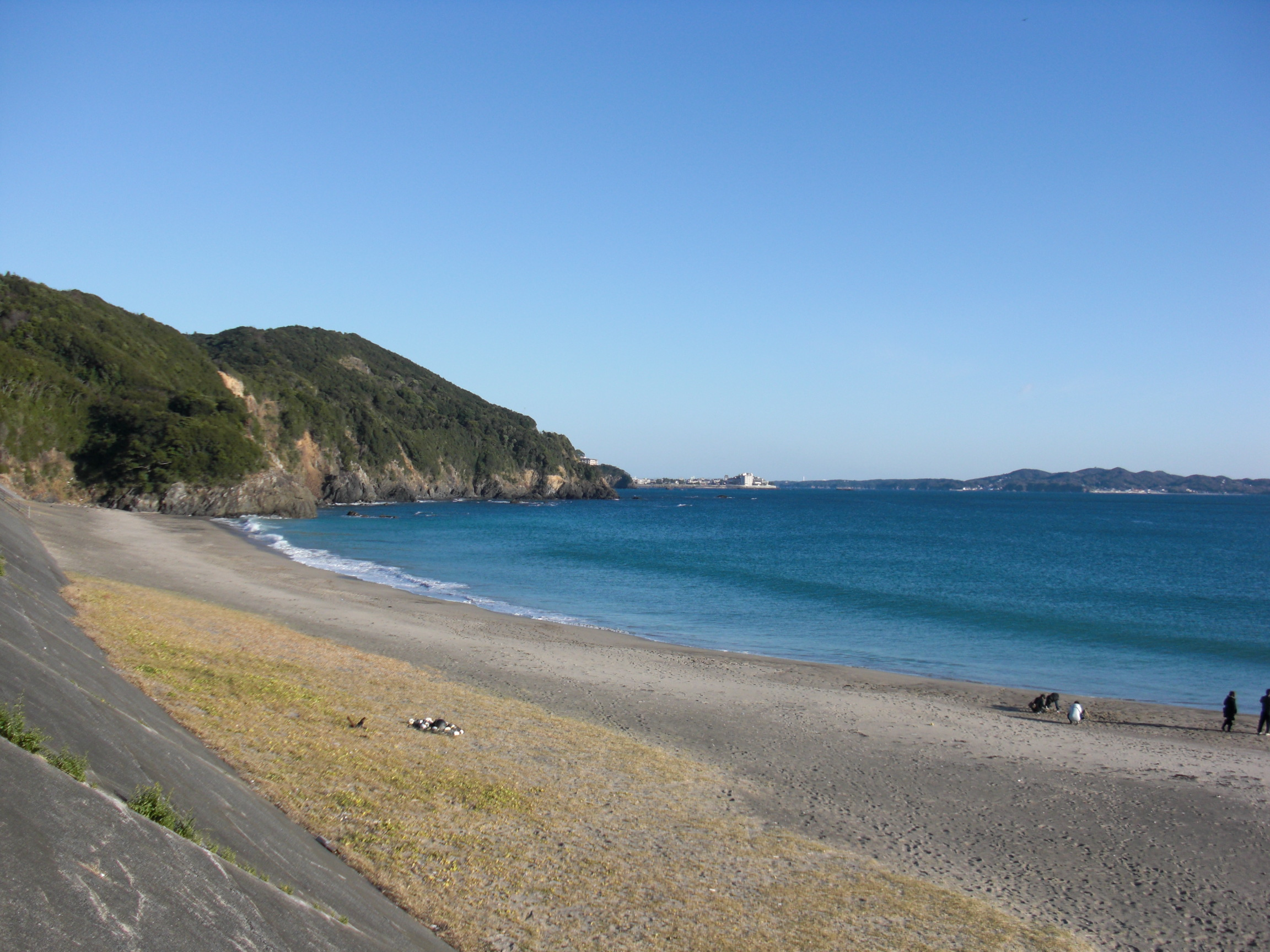
南張海水浴場

志摩市浜島町の観光の中心は浜島地区であるが、南張にもいくつか観光地が見られる。夏季の海水浴・サーフィン客で賑わうが、普段は歩行者もなくひっそりとしている。
磯笛岬展望台
浜島地区との境界付近、標高100mほどの岬にある展望台。漁師と海女の悲恋伝説が残り、鳴らすと幸運を呼ぶという「ツバスの鐘」が設置されている。
オバベタ山遊歩道
浜島地区から南張地区に至る遊歩道。磯笛岬周辺にあり、英虞湾から熊野灘へと海岸線が変わるのを見ることができる。
城山（あら見山）
小野田氏が出城を持っていたと伝えられることから「城山」、イワシの魚群を山から監視していたことから「あら見山」と名付けられたという山。山から南張浜まで続く遊歩道があり、同時に海水浴と森林浴が可能。

### 南張海水浴場
南張海水浴場（なんばりかいすいよくじょう）は、三重県志摩市浜島町南張にある、熊野灘に面した海水浴場。南張海岸、南張メロンビーチとも称する。波のうねりが大きいためサーフィンをするために訪れる者が多い。1980年（昭和55年）5月にはサーフィンの国際大会が開催され、日本国外からも有名サーファーが訪れた。一方で、当時の住民はサーファーに迷惑していたようで、「きれいな海岸を汚すサーファーは帰れ」という看板が掲げられていた。
きめ細かく白い砂浜は広く、海は透明度が高い。夏季には隣接する南張海浜公園に売店やシャワーなどの海水浴施設やキャンプ場が開かれる。

## 交通
鉄道は通っていない。最寄り駅は近鉄志摩線鵜方駅。
伊勢市内の高等学校へ通学する場合はスクールバスを利用することになり、片道1時間程度かかる。
路線バス
三重交通（志摩営業所管内）南張バス停
- 70系統 宿浦
- 70系統 磯部バスセンター
- 70系統 伊勢市駅前
- 70系統 伊勢赤十字病院

道路
- 国道260号 - 熊野灘沿岸と南張の北西部を通る。伊勢志摩・里海トライアスロン大会ではバイクのコースとなる[WEB 15]。浜島町浜島との間に磯笛トンネル、南伊勢町田曽浦との間に南張トンネル、南伊勢町宿浦との間に宿浦第3トンネルがある。
- 三重県道730号檜山路南張線 - 桧山路とを結ぶ細い道。南張川に沿っている[2]。

## 施設
- 志摩市南張生涯学習センター
- 南張海浜公園
- 川口農園
- 南張営農組合ライスセンター
- 磯笛岬展望台
- 別當クリニック
- 浜島地域密着型ケアセンター シルバーケア豊壽園 - 旧・南張小学校

## 史跡
- 楠御前八柱神社 - 楠の宮とも称する[WEB 6]。1908年（明治41年）に楠御前神社へ八柱神社・八重垣社・若宮殿社を合祀して改称した神社[2]。南張の鎮守であると同時に、漁師の祈願所、小児の守り神でもある[2]。祭神はイザナギの命・イザナミの命・久須姫命[WEB 6]。久須姫命（五百野皇女）は景行天皇の娘で、伊勢神宮の斎王（斎宮）を務めた人物であり、南張海岸の風景を愛し、時折南張に滞在したという[12]。旧暦1月22日に祭礼が行われる[WEB 6]。
- 玉光山徳林寺 - 鳥羽市にある常安寺の末寺である、曹洞宗の寺院。慶長2年（1597年）に徳寿庵から改名した[2]。
- 南張貝塚[2]

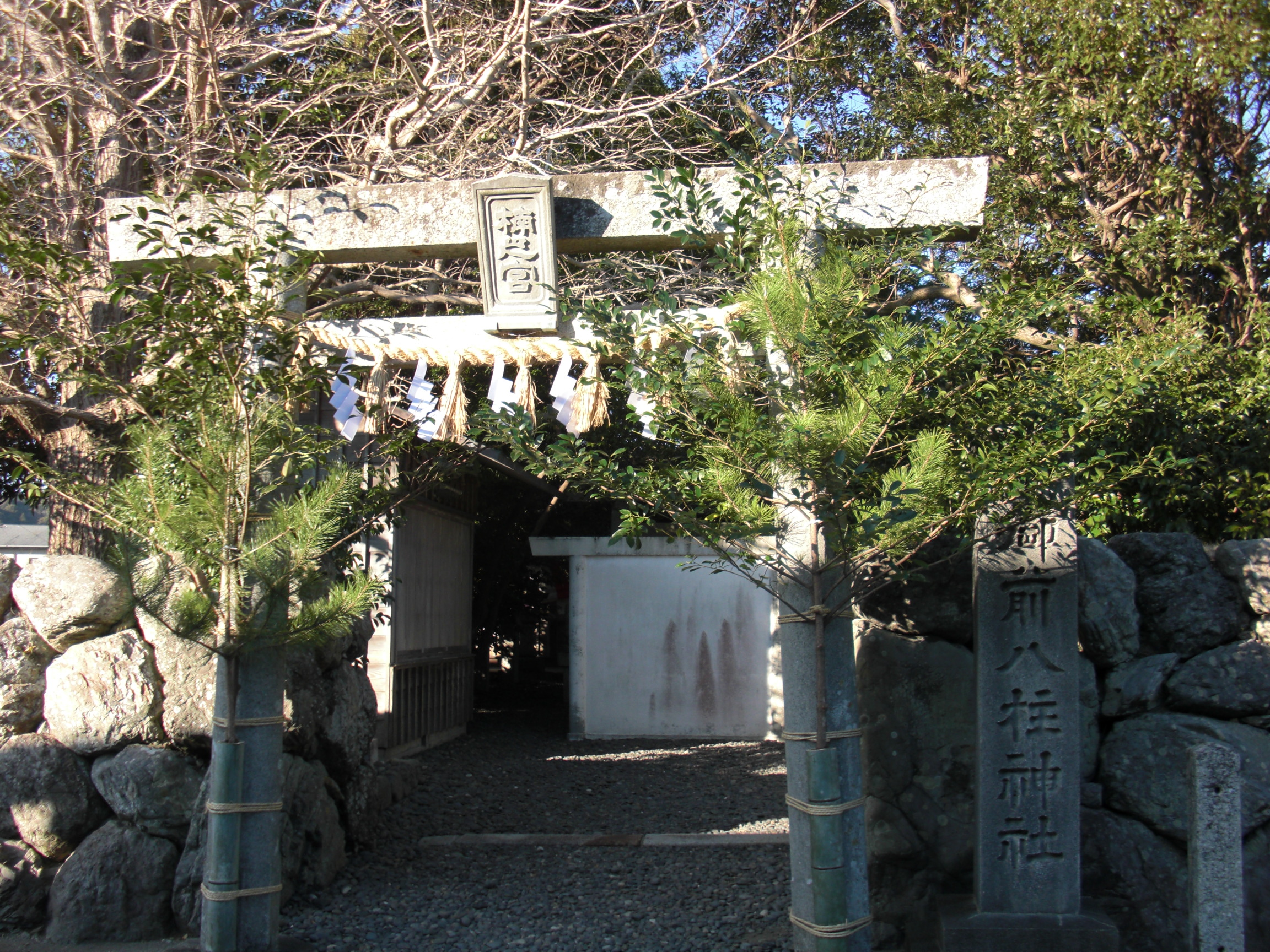
楠御前八柱神社
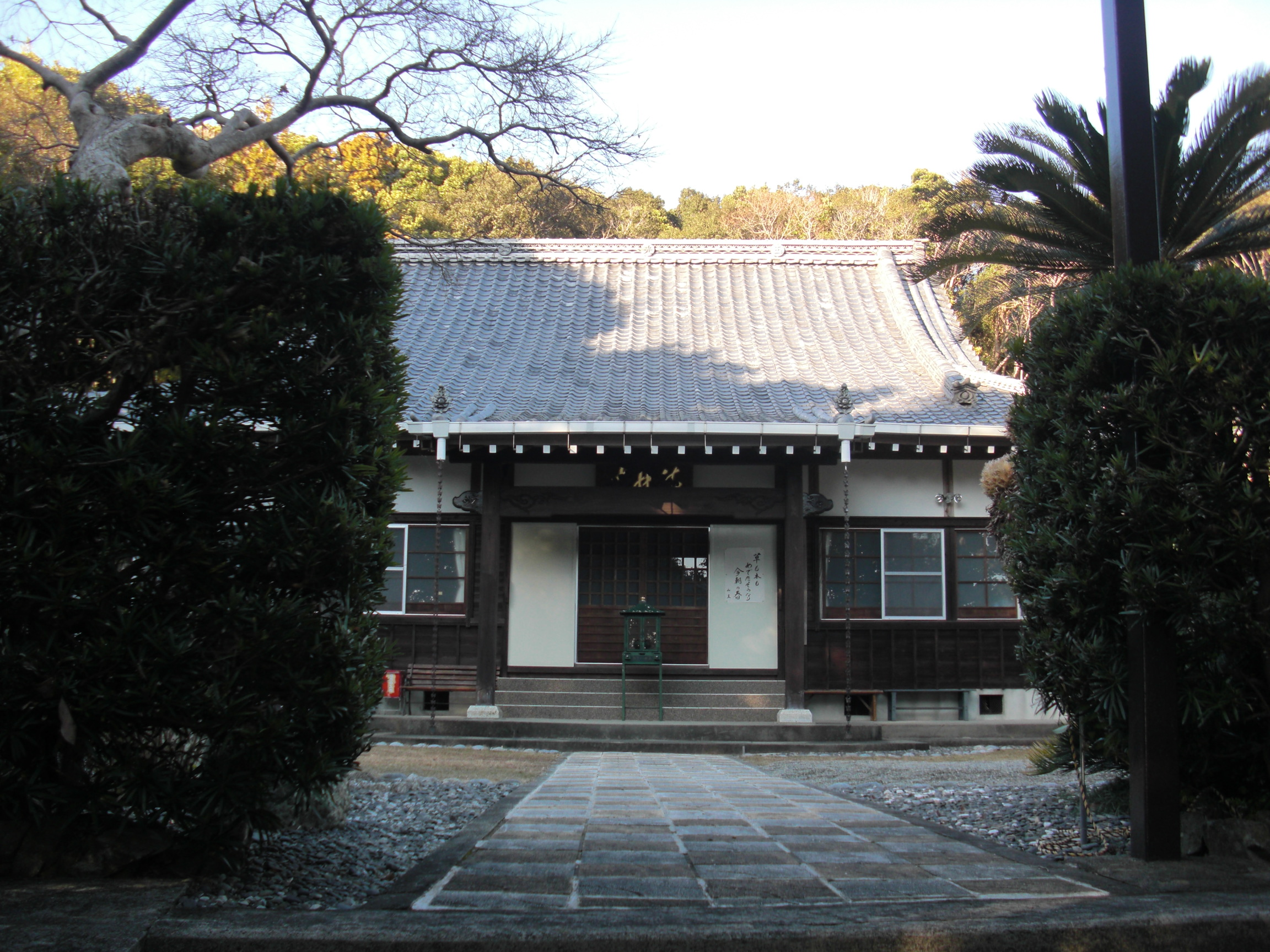
玉光山徳林寺

## その他

### 日本郵便
- 郵便番号 : 517-0405[WEB 2]（集配局：阿児郵便局[WEB 16]）。